# كريس تيلمان
كريس تيلمان (بالإنجليزية: Chris Tillman)‏ هو لاعب كرة قاعدة أمريكي، ولد في 15 أبريل 1988 في آناهايم في الولايات المتحدة.

## وصلات خارجية
- كريس تيلمان على موقع دوري كرة القاعدة الرئيسي (الإنجليزية)
- كريس تيلمان على موقعبيزبول رفرنس.كوم (الدوري الرئيسي) (الإنجليزية)
- كريس تيلمان على موقعبيزبول رفرنس.كوم (الدوري الثانوي) (الإنجليزية)
- كريس تيلمان على موقع إي إس بي إن.كوم (أم.أل.بي) (الإنجليزية)
- كريس تيلمان على موقع مشجعي الرسوم البيانية (الإنجليزية)